# Grallenia lipi
Grallenia lipi är en fiskart som beskrevs av Koichi Shibukawa och Jirô Iwata 2007. Grallenia lipi ingår i släktet Grallenia och familjen smörbultsfiskar. Inga underarter finns listade i Catalogue of Life.